# 糸井しだれ
糸井 しだれ（いとい しだれ）は宝塚歌劇団生徒（団員）の芸名で、2名がこの名を用いている。
1. 初代・糸井しだれ（旧姓:宮田[1]、1919年9月21日 - 1945年7月24日）
大阪市船場生まれ、出身校は茨木高等女学校（現在の大阪府立春日丘高等学校）。21期生。愛称はミヤス。
2. 二代目・糸井しだれ（8月21日生まれ）
初代の姪にあたる。出身地は大阪府茨木市、出身校は大阪府立島上高等学校。身長155cm、愛称カヨ（ちゃん）。1963年入団、1966年退団。49期生。

本項では1.について記述する。

## 来歴・人物
1931年、女学校を中退し21期生として入団。同期には轟夕起子、服部富子などがいる。
長い間、目立った役に恵まれなかったが、1938年頃から注目を浴び、主演娘役（春日野八千代らの相手役）をつとめるようになる。時期を同じくして「あひるは水が好き」（コロムビア29494）でレコードデビューも果たす。1939年のヨーロッパ公演にも参加し、翌年には山田栄一や古賀政男作曲の流行歌を吹き込むなど、活動の場を広げて行った。
稲村隆正によると、小西六写真工業（後コニカを経て現コニカミノルタ）の本社にあったトライパックの見本が8×10インチ程に引き延ばされた彼女の写真で、夢のような美しさであったという。
慰問活動などにも積極的に参加し、戦地に赴くこともあった。初期には三枚目の千村克子とコンビを組む形で舞台に立っていたが、人気が集まってくると、「…の歌手」という役どころで喉を披露していた。
1945年、結婚のために宝塚を退団。三重県津市の陸軍軍人の家に嫁いだが、間もなく同地を襲った大空襲に遭遇し、避難した防空壕に不運にも爆弾が直撃し死去。わずか26年の生涯であった。
日本で最初に映画『オズの魔法使』の主題歌「虹の彼方に」を、1940年の公演『サイエンス・ショウ』の劇中にて『雲間の吊橋』という題名で日本語歌詞でカバーし歌った｡